# Anagrus
Anagrus is een geslacht van vliesvleugeligen uit de familie Mymaridae. De wetenschappelijke naam werd gepubliceerd in 1833 door Haliday.

## Soorten
Het geslacht Anagrus omvat de volgende soorten:
- Anagrus aegyptiacus Soyka, 1950
- Anagrus ainu Triapitsyn & Berezovskiy, 2004
- Anagrus albiclava Chiappini & Lin, 1998
- Anagrus amazonensis Triapitsyn, Querino & Feitosa, 2008
- Anagrus antipodus Triapitsyn, 2001
- Anagrus armatus (Ashmead, 1887)
- Anagrus atomus (Linnaeus, 1767)
- Anagrus avalae Soyka, 1956
- Anagrus baeri Girault, 1912
- Anagrus bakkendorfi Soyka, 1946
- Anagrus brasiliensis Triapitsyn, 1997
- Anagrus breviclavatus Jesu & Viggiani, 2007
- Anagrus brevifuniculatus Viggiani & Jesu, 1995
- Anagrus breviphragma Soyka, 1956
- Anagrus brevis Chiappini & Lin, 1998
- Anagrus brocheri Schulz, 1910
- Anagrus capensis Hedqvist, 1960
- Anagrus columbi Perkins, 1905
- Anagrus daanei Triapitsyn, 1998
- Anagrus dalhousieanus Mani & Saraswat, 1973
- Anagrus delicatus Dozier, 1936
- Anagrus dilatatus Soyka, 1956
- Anagrus elegans Chiappini, 2002
- Anagrus elongatus (Risbec, 1950)
- Anagrus empanadus Triapitsyn, 2011
- Anagrus empoascae Dozier, 1932
- Anagrus ensifer Debauche, 1948
- Anagrus epos Girault, 1911
- Anagrus erythroneurae S. Trjapitzin & Chiappini, 1994
- Anagrus fennicus Soyka, 1956
- Anagrus fisheri Donev, 1998
- Anagrus flaveolus Waterhouse, 1913
- Anagrus flaviapex Chiappini & Lin, 1998
- Anagrus foersteri (Ratzeburg, 1848)
- Anagrus fragranticus Triapitsyn, 2003
- Anagrus frequens Perkins, 1905
- Anagrus funebris Mathot, 1968
- Anagrus gonzalezae Triapitsyn, 1997
- Anagrus hirashimai Sahad, 1982
- Anagrus humicola Mathot, 1968
- Anagrus incarnatus Haliday, 1833
- Anagrus insularis Dozier, 1936
- Anagrus japonicus Sahad, 1982
- Anagrus kashtanka Triapitsyn, 2009
- Anagrus klop S. Triapitsyn, 2001
- Anagrus kvas Triapitsyn & Berezovskiy, 2004
- Anagrus lineolus Triapitsyn, 1999
- Anagrus longifrangiatus Jesu & Viggiani, 2007
- Anagrus longitibialis Donev, 1996
- Anagrus minutus Chiappini & Lin, 1998
- Anagrus miriamae Triapitsyn & Virla, 2004
- Anagrus mockfordi Triapitsyn, 2000
- Anagrus mymaricornis (Bakkendorf, 1962)
- Anagrus nigriceps (Smits van Burgst, 1914)
- Anagrus nigriventris Girault, 1911
- Anagrus nilaparvatae Pang & Wang, 1985
- Anagrus oahuensis Triapitsyn & Beardsley, 2000
- Anagrus obscurus Förster, 1861
- Anagrus obvius Soyka, 1956
- Anagrus ogloblini Trjapitsyn, 1999
- Anagrus optabilis (Perkins, 1905)
- Anagrus paranagrosimilis Chiappini & Lin, 1998
- Anagrus perforator (Perkins, 1905)
- Anagrus proscassellatii Viggiani & Jesu, 1995
- Anagrus prounilinearis Viggiani & Jesu, 1995
- Anagrus puella Girault, 1911
- Anagrus putnamii (Packard, 1864)
- Anagrus quasibrevis S. Triapitsyn, 2001
- Anagrus raygilli Triapitsyn, 2000
- Anagrus rilensis Donev, 1996
- Anagrus scassellatii Paoli, 1930
- Anagrus semiglabrus Chiappini & Lin, 1998
- Anagrus sensillatus Viggiani & Jesu, 1995
- Anagrus setosus Chiappini & Lin, 1998
- Anagrus similis Soyka, 1956
- Anagrus sophiae Trjapitzin, 1995
- Anagrus spiritus Girault, 1911
- Anagrus stethynioides Triapitsyn, 2002
- Anagrus striatus Chiappini & Lin, 1998
- Anagrus subfuscus Förster, 1847
- Anagrus supremosimilis Soyka, 1956
- Anagrus takeyanus Gordh, 1977
- Anagrus tretiakovae Triapitsyn, 1998
- Anagrus unilinearis Soyka, 1950
- Anagrus urichi Pickles, 1932
- Anagrus ustulatus Haliday, 1833
- Anagrus vilis Donev, 1989
- Anagrus virginiae Triapitsyn & Puttler, 2006
- Anagrus vulneratus Triapitsyn, 2010
- Anagrus yawi Fullaway, 1944